# 公孫邃
公孙邃（5世纪？—495年），字文庆，燕郡广阳县（今北京市房山区）人，南北朝北魏官员、军事人物。
公孙邃是公孙表之孙，公孙质次子，母亲是雁门李氏。公孙邃最初担任选部吏，因勤勉积累功绩升任南部长。由于向上奏报事务出色，转任南部尚书，被授予范阳侯爵位，并加任左将军。太和十一年（487年），魏孝文帝令他与上谷公张儵一同率军攻打南朝齐的舞阴戍。他被孝文帝和文明太后召见，皇帝、太后询问对将畿内和京城划分为三部的方案的意见时，公孙邃说明民众纳税将因此简化。他上奏关于贵贱等级的事宜，得到孝文帝的认可，但自己却因所提议的新等级制度被降封为襄平伯。之后出任使持节、安东将军、青州刺史。后在担任青州刺史时加任镇东将军，并兼任东夷校尉。太和十九年（495年），公孙邃在担任东夷校尉任内去世。其子公孫同始，官至襄平伯、給事中；公孫同慶，官至司徒田曹参軍，跟随李崇，担任驃騎府外兵参軍参与北伐。